# Машалла
Машалла, також Машаллаг чи маша'Аллах (араб. مَا شَاءَ ٱللَّٰهُ mā šā ʾ Allāh, «що/так захотів Бог», «на те була Божа воля») — арабський ритуальний молитовний вигук, вигуковий вираз, часто використовуваний в арабських та інших мусульманських країнах, як знак подиву, радості, хвали й подяки Богові й смиренного визнання того, що все відбувається з волі Аллаха.

## Застосування
Зазвичай вимовляється відразу після отримання добрих новин. Також використовується як фраза-оберіг перед пристрітом при проголошенні позитивних тверджень, похвали, схвалення, захоплення чим або ким-небудь (наприклад, після коментарів з приводу здорового виду новонародженого). Вважається, що через таке ритуальне знецінення достоїнств можна уникнути заздрості й лихого ока.
В українській культурі приблизно відповідає фразі «Слава Богу!» чи «Богу дякувати!», а також ритуалу стукання по дереву.

## Походження
Вираз, ймовірно, сходить до Корану, де в сурі Аль-Кахф, 39 сказано:
| " | Чому, увійшовши в сад, ти не сказав: "Така воля Аллаха! Немає потуги, окрім як від Аллаха!" Аль-Кахф 18:39 (Якубович) | " |

## Ім'я
В Азербайджані ім'ям Машалла нарікають хлопчиків.